# Allium savii
Allium savii là một loài thực vật có hoa trong họ Amaryllidaceae. Loài này được Parl. mô tả khoa học đầu tiên năm 1852.